# 르아브르 (보드 게임)

Spielsituation

르아브르(Le Havre)는 독일식 보드 게임이다. 우베 로젠베르크 (Uwe Rosenberg)에 의해 디자인되고 2008년 발매되었다.

## 같이 보기
- 아그리콜라